# Judith G. Garber
Judith Gail "Judy" Garber (9 de marzo de 1961-4 de mayo de 2024) fue una diplomática estadounidense. Fue Embajadora de Estados Unidos en Chipre (2019-2022), embajadora de Estados Unidos en Letonia y subsecretaria interina de Océanos, Medio Ambiente y Ciencia en el Departamento de Estado.

## Carrera
Garber obtuvo su licenciatura en Economía Internacional de la Edmund A. Walsh School of Foreign Service de la Universidad de Georgetown.
Garber fue funcionaria de carrera del Servicio Exterior estadounidense desde 1984, donde ocupó diversos puestos: Consejera Económica en Madrid; Directora de Europa Central y del Norte, en la Oficina de Asuntos Europeos y Euroasiáticos; subsecretaria interina de Océanos, Medio Ambiente y Ciencia en el Departamento de Estado.
Fue Embajadora en Letonia (2009-2012), y en Chipre (2019-2022)

## Vida personal
Estaba casada y tiene dos hijos. Garber hablaba español, hebreo, checo y letón. Estaba casado y tenía dos hijos. Garber hablaba español, hebreo, checo y letón.
Garber falleció el 4 de mayo de 2024, a la edad de 62 años.